# قوة أودية

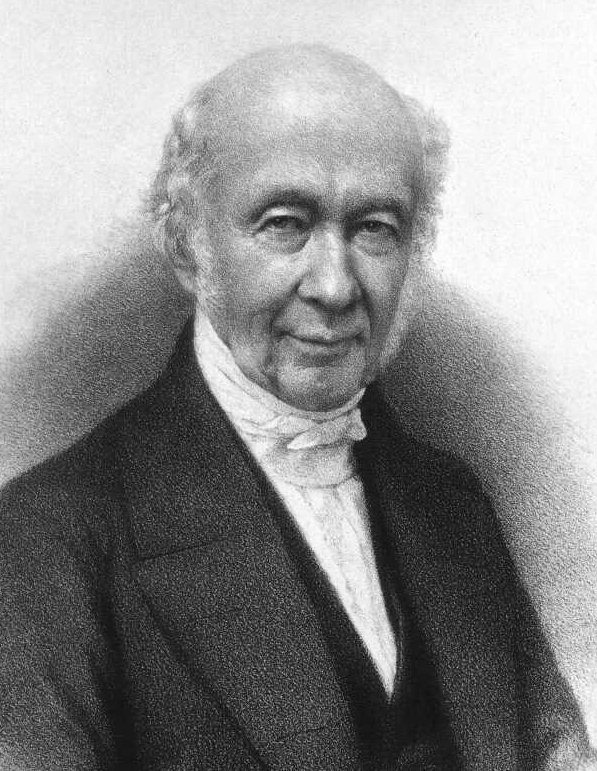
البارون كارل فون رايشنباخ

القوة الأودية أو أودِك (بالإنجليزية: Odic force)‏، هو الاسم الذي أطلقه البارون كارل فون رايشنباخ في منتصف القرن التاسع عشر على الطاقة الحيوية الافتراضية أو قوة الحياة. وقد صاغ فون رايشنباخ الاسم من اسم الإله الجرماني أودين في عام 1845.

## التاريخ
بينما كان فون رايشنباخ يدرس الطريقة التي يمكن أن يتأثر بها الجهاز العصبي البشري بمواد مختلفة، تصور وجود قوة جديدة مُرتبطة مع الكهرباء والمغناطيسية والحرارة، وهي قوة يعتقد أنها تشع من معظم المواد، وأن الأشخاص يتفاعلون معها بطرق مختلفة كل بحسب حساسيته. أطلق على هذا المفهوم الحيوي اسم قوة أودي (Odic force). يقول المؤيدون أن قوة أودي تتخلل جميع النباتات والحيوانات والبشر.
قال المؤمنون بالقوة الأودية إنها كانت مرئية في الظلام الدامس على شكل هالات ملونة تحيط بالأشياء الحية والبلورات والمغناطيس، لكن مشاهدتها تطلبت قضاء ساعات أولًا في الظلام الدامس، ولم يتمكن من رؤيتها سوى الأشخاص الحساسين للغاية. قالوا أيضًا أن مفهوم هذه القوة يشبه المفاهيم الآسيوية للبرانا والتشي. ومع ذلك، فقد اعتبروا أن قوة أودي غير مرتبطة بالتنفس (مثل البرانا الهندية وتشي في فنون الدفاع عن النفس الصينية) ولكنها مرتبطة بشكل أساسي بالمجالات الكهرومغناطيسية البيولوجية.
لم يربط فون رايشنباخ قوة أودي بنظريات حيوية أخرى. شرح رايشنباخ مفهوم قوة أودي بالتفصيل في مقالة طويلة بعنوان "أبحاث حول المغناطيسية والكهرباء والحرارة والضوء في علاقاتها بالقوى الحيوية"، والتي ظهرت في عدد خاص من مجلة علمية محترمة. وقال إن (1) قوة أودي لها تدفق إيجابي وسالب، وجانب فاتح ومظلم؛ (2) يمكن للأفراد أن "يُصدروها" بقوة، خاصة من اليدين والفم والجبهة؛ و(3) كان لقوة أودي العديد من التطبيقات الممكنة.
خُمِّنَ أن قوة أودي قد تفسر ظاهرة التنويم المغناطيسي. وفي بريطانيا، أُعطيَ زخم لوجهة النظر هذه حول الموضوع بعد ترجمة أبحاث رايشنباخ بواسطة ويليام غريغوري، أستاذ الكيمياء في جامعة إدنبرة. حاولت هذه الأبحاث اللاحقة إظهار أن العديد من الظواهر الأوديكية لها نفس طبيعة تلك التي وصفها فرانز ميسمير سابقًا وحتى قبل فترة طويلة من ميسمير الذي وصفه سويدنبورج. ولقد تأثر علماء التخاطر النفسي الفرنسيون هيبوليت بارادوك وألبرت دي روشاس بمفهوم قوة أودي.
كان فون رايشنباخ يأمل في تطوير دليل علمي على قوة الحياة الكونية. ومع ذلك، اعتمدت تجاربه على التصورات التي أبلغ عنها الأفراد الذين زعموا أنهم "حساسون"، لأنه هو نفسه لم يتمكن من ملاحظة أي من الظواهر المبلغ عنها. كان على "الحساسين" العمل في ظلام دامس أو شبه كامل حتى يتمكنوا من مراقبة الظاهرة. ذكر رايشنباخ أنه من خلال التجريب، ربما يتمكن ثلث السكان من رؤية هذه الظاهرة، ولكن بشكل أقل بكثير.

## المقبولية العلمية
نُقِدَ مفهوم قوة أودي من قبل المجتمع العلمي لأنه لم تكن هناك بيانات موثوقة أو قابلة للتكرار عن وجودها. وقد وصفه النقاد بأنه دجل ويعتبر اليوم مثالاً على العلوم الزائفة. وقد أشار الكاتب العلمي مارتن غاردنر في كتابه بدع ومغالطات باسم العلم (1957) إلى أن "العلماء لم يتمكنوا من تكرار تجارب البارون".

كتب روبرت تود كارول في قاموس المُتشكك:
لم يكن لدى البارون أي تدريب في علم النفس أو علم الأمراض النفسية ولم يكن لديه أي تدريب على ابتكار التجارب التي تشمل الناس. قام بتطبيق العديد من التقنيات العلمية القياسية واتبع الممارسات القياسية لجمع البيانات وتسجيلها، بما في ذلك الرسوم البيانية والمخططات. ولكن يبدو أنه لم يكن لديه أي فكرة عن كيفية إجراء تجربة مضبوطة مع ما يسمى "الحساسين sensitives"، وهم الأشخاص الذين من الأفضل وصفهم بأنهم مرضى عصبيين أو موهومين. (يقول جاسترو إن أغلب رعاياه كانوا من "الشابات العصابيات". ونظرًا لحقيقة أنه خدع نفسه تمامًا على مدى هذه الفترة الطويلة من الزمن، فيبدو من المعقول الافتراض أنه كان كذلك (على أقل تقدير) يقترح سلوكيات دون وعي على رعاياه. لا شك أن حماسه للمشروع كان متحيزًا لملاحظاته الشخصية. لقد أصبح يعتقد أن القوة الغريبة يمكن أن تفسر العشرات من الظواهر المتباينة، في حين أنه غير قادر على إقناع العلماء الآخرين بأنه اكتشف أي شيء، مما يدل على الطبيعة المرضية لتحقيقاته. يعد سعي رايشنباخ وراء القوة الغريبة مثالًا كلاسيكيًا للعلوم المرضية.
لقد تخلى العلماء عن مفاهيم مثل قوة أوديك. في الثقافة الشعبية الغربية، يُستخدم الاسم بطريقة مشابهة لـ تشي أو برانا للإشارة إلى الطاقات الروحية أو القوة الحيوية المرتبطة بالكائنات الحية. وعلى سبيل المثال، ففي أوروبا ذكرت قوة أوديك في كتب عن الاستنباء بالعصا.